# Xavier Baronnet
Pour les articles homonymes, voir Baronnet (homonymie).
Xavier Marie Baronnet, né le 5 avril 1927 à Nantes, quartier Chantenay, et mort le 8 septembre 2012 à Paris 15e est un évêque français, évêque de Port-Victoria de 1995 à 2002.

## Biographie
Xavier Baronnet est ordonné prêtre le 7 septembre 1960 pour la Compagnie de Jésus (jésuites). 
Il est l'aumônier général des Scouts de France de 1987 à 1993.
Il est nommé évêque de Port-Victoria, aux Seychelles, le 3 mars 1995, et est consacré premier évêque de ce nouveau diocèse le 25 juin 1995 par Gilbert Aubry, évêque de Saint-Denis de la Réunion. 
Il se retire le 1er juin 2002 pour raison d'âge.
Il décède à Paris le 8 septembre 2012. Ses funérailles, présidées par Jean-Yves Riocreux, évêque de Guadeloupe, ont lieu le 12 septembre en l'église Saint-Ignace de Paris.

## Décorations
- Officier de la Légion d'honneur. Chevalier de la Légion d'honneur le 18 février 1998, promu au grade d'officier le 13 juillet 2012.